# Pajarejos
Pajarejos – gmina w Hiszpanii, w prowincji Segowia, w Kastylii i León, o powierzchni 8,26 km². W 2011 roku gmina liczyła 23 mieszkańców.